# Socialrätt
Socialrätt brukar kategoriseras som en del av förvaltningsrätten, speciell förvaltningsrätt. Till socialrättens områden räknas social barn- och ungdomsvård, socialförsäkringsrätt, lagstiftning om allmänna sociala bidragsformer, hälso- och sjukvårdslagstiftning och sekretesslagstiftning.